# Mugrons Lliures
Mugrons Lliures és una plataforma ciutadana catalana que reivindica el dret de les dones a fer topless a les piscines públiques i documenta casos de discriminació en què se'ls el denega.
Fundat per Mariona Trabal i Anna Cammany, el col·lectiu va sorgir arran d'una situació viscuda a la piscina municipal de l'Ametlla del Vallès, en què per fer topless les involucrades podrien haver rebut una multa per incompliment de la normativa i desacatament a l'autoritat. L'endemà dels fets van denunciar la normativa a l'Ajuntament. El 2018, contràriament al seu posicionament (no trobaven adient consultar a la població sobre el que consideraven una discriminació), es va realitzar un referèndum a escala municipal sobre aquesta qüestió. En la votació, en què podien participar les dones de més de 16 anys, un 60 % va donar suport a la possibilitat de les dones de fer topless a la piscina municipal.
El grup es va presentar públicament amb un manifest, que va obtenir 300 adhesions. El seu mitjà de difusió principal són les xarxes socials, particularment Instagram i Twitter. Algunes de les portaveus són Mariona Trabal i Anna Cammany mateix.
La seva línia discursiva es basa en el postulat que la imposició d'un codi de vestimenta específic per a les dones constitueix discriminació de gènere. Així doncs, hi fan activisme en contra en l'àmbit institucional. També entenen que la prohibició del topless a les dones representa una «hipersexualització del cos femení». En térmens més generals, defensen la igualtat de gènere. Tot i que l'organització ha aconseguit fites en aquest sentit, com la corroboració del seu discurs per part del Síndic de Greuges, a llarg termini es proposa la instauració d'una llei catalana que impedeixi normatives municipals que prohibeixin el topless. Com a part de l'activitat que duu a terme, han establert relacions amb Esquerra Republicana de Catalunya, el Partit dels Socialistes de Catalunya i l'Institut Català de les Dones, que creuen que han estat poc fructíferes. Per contra, sí que els va ser útil la denúncia a l'Oficina per la No Discriminació de Barcelona, que els va donar la raó argumentant que les prohibicions referides atemptarien contra l'article 14 de la Constitució espanyola.